# Gabriel Séailles
Pour les articles homonymes, voir Séailles (homonymie).
Gabriel Jean Raymond Séailles-Ransan, né le 27 juin 1852 à Paris et mort le 16 septembre 1922 à Barbizon, est un historien de la philosophie français.
Militant laïque et socialiste, comme son ami Jules Lagneau, il fut à l'origine de la création de l’Union pour l'Action morale, qui préfigure la Ligue des droits de l'Homme. Ses écrits sur l'esthétique, inspirés du kantisme, ont connu une certaine faveur au début du XXe siècle. Il a aussi laissé une œuvre qui fait autorité dans le domaine de la morale et de la sociologie.

## Biographie
Gabriel Séailles, fils de Jean François Séailles-Ransan, docteur en médecine, originaire de Vic-Fezensac (Gers) et de Jeanne Léonie Nadaud, étudie à l’École normale supérieure dès 1872, et est reçu premier de l'agrégation de philosophie en 1875. Il enseigne dans les lycées de Laval (1875), Brest (1876) et Douai (1876) puis fait un séjour à Leipzig pour étudier avec Lachelier l'épistémologie enseignée par Wilhelm Wundt ; il a laissé de ce séjour, outre un journal de voyage, un article sur l'éducation en Allemagne. 
En 1883, il devient père d'un garçon prénommé Jean Charles (1883-1967). Le 29 mars 1884, il soutient et fait valider ses deux thèses de doctorat ès lettres, à la Faculté de Paris. La première, en français, consiste en un essai sur le génie dans l'art. La deuxième, en latin, s'intéresse à l'éthique cartésienne. Devenu docteur, il participe à de très nombreuses soutenances de thèses de doctorat ès lettres, en qualité de membre du jury.
Après avoir donné des cours au lycée Henri IV en 1883 puis au lycée Jeanson de Sailly en 1884, il devint maître de conférences de philosophie à la Faculté des lettres de Paris. Au sein de cette université, il fut également directeur des conférences de philosophie en 1893 puis détint de 1898 à 1913 la chaire d'histoire de la philosophie, succédant à Paul Janet. C'était avant tout un libre-penseur, sympathisant socialiste qui se battit contre l’ingérence cléricale dans les affaires de l'État. Témoin en faveur d'Émile Zola, admirateur de Jean Jaurès, il fut un ardent défenseur d'Alfred Dreyfus. Il fut aussi à l'origine des Universités populaires, et compte parmi les fondateurs en 1898 de la Ligue des droits de l’Homme. Il militait pour une société laïque, solidaire et juste, fondée sur le travail, au sein de laquelle tout citoyen pourrait se réaliser. Il a collaboré au cours de sa carrière avec de nombreux journaux tels que L'ère nouvelle, La Dépêche de Toulouse, Le Progrès de Lyon, le Populaire de Nantes, et les Cahiers des droits de l'homme.
Gabriel Séailles analysa avec perspicacité l’impressionnisme, la peinture de paysage et de portrait. Il composa diverses monographies sur les artistes de son temps et quelques essais sur l’esthétique inspirés des idées de Kant. Son œuvre comme son engagement ont profondément marqué les esprits de son temps, et sa postérité s'étend des lettres aux arts et à la philosophie, de Proust à Luigi Pirandello, de Basch à Bergson, de Croce à Le Corbusier. Le génie de l’artiste : « puissance réglée, capricieuse et féconde, capable de toutes 
les métamorphoses » - n'est pas vu comme une force surhumaine, mais consiste selon Séailles en un ensemble de forces physiques, intellectuelles et spirituelles qui, partant de la sensation, l'élaborent et l’organisent et finalement la transforment en images par lesquelles l’artiste exprime ses propres sentiments.
Luigi Pirandello fut particulièrement influencé par Gabriel Séailles, dont il reprend intégralement des passages entiers dans ses propres écrits, sans d'ailleurs toujours le citer :

« N’attendez pas l’heure des choses étonnantes que vous ne ferez jamais. Soyons simples, ayons des âmes de bons ouvriers. Il faut rester vivant ne jamais trahir, ne jamais avoir peur ; ne vous lamentez pas, travaillez et ne faites pas de concessions, jamais de concessions. »

Il est inhumé au cimetière de Barbizon, aux côtés de son épouse l'artiste peintre Octavie Charles Paul Séailles
La municipalité de Barbizon a donné son nom à une rue de la commune. Le collège de Vic-Fezensac dans le Gers porte également son nom.

## Publications
- Essai sur le génie dans l'art (thèse de doctorat ès lettres), 1883
- Quid de Ethica Cartensis senserit (thèse de doctorat ès lettres), 1883
- Alfred Dehodencq : Histoire d'un coloriste, Paris, P. Ollendorff, 1885
- Avec Paul Janet, Histoire de la philosophie. Les problèmes et les écoles, Paris 1887
- Léonard de Vinci. Essai de biographie psychologique, Paris 1892, édition revue et augmentée 1905, prix Marcelin Guérin de l'Académie française en 1893.
- Renan. Essai de biographie psychologique, Paris 1898
- Watteau, Paris 1901
- Eugène Carrière, l'homme et l'artiste. Essai de biographie psychologique, Paris, Édouard Pelletan, 1901
- Les affirmations de la conscience moderne, Paris 1903 Réédition Théolib Paris 2014  (ISBN 978-2-36500-072-7)
- Éducation ou révolution, Paris 1904 Réédition Théolib Paris 2014  (ISBN 978-2-36500-086-4)
- La Philosophie de Charles Renouvier[13], éd. Félix Alcan, Paris 1905 [[lire en ligne]
- La guerre et la République, Paris, A. Michel, 1917.
- La Paix Blanche, éd. Berger-Levrault, Paris, 1918. 23 p.
- La philosophie de Jules Lachelier, éd. Félix Alcan, Paris 1920 (172 p.)
- La philosophie du travail, Paris (posth., 1923)
- L’origine et les destinées de l’art, Paris (posth., 1925)

### Iconographie
Les portraits de Séailles le représentent avec sa femme Octavie Paul (1855-1944) et sa fille Andrée (1891-1980).
- Eugène Carrière, Séailles et sa fille Andrée, 1893, musée d'art moderne et contemporain de Strasbourg
- Alfred Dehodencq, Portrait de Gabriel Séailles[réf. nécessaire]